# アメリカ合衆国国務省
アメリカ合衆国国務省（アメリカがっしゅうこくこくむしょう、英: United States Department of State、略称: DOS）は、アメリカの行政機関の一つ。外交政策を実施し、他国の外務省に相当する。
長官（Secretary）及び副長官（Deputy Secretary）の下に、分野ごとに次官（Under Secretary）が配置され、更に次官の下に次官補（Assistant Secretary）が配置されている。国内だけで約5,000人の職員がいる。
2009年発足のバラク・オバマ政権から副長官が2人体制となり、1人が外交政策全般を、もう1人が省内の組織管理を担当する事になった。

## 役割
国務省は、アメリカ合衆国の外交政策の策定と実施に総合的な責任を持つ大統領に助言する。国務省は、海外におけるアメリカ合衆国の権益を評価し、政策および将来の活動について勧告し、既定の政策の実施に必要な措置を取る。また、アメリカ合衆国と諸外国との間の連絡と関係を維持し、新しい国家や政府の承認について大統領に勧告し、外国との条約や協定の交渉を行い、国際連合その他の主要な国際機関でアメリカ合衆国の立場を代弁する。国務省は、全世界250カ所以上に、外交・領事機関を置いている。1999年に国務省は、軍備管理軍縮庁と合衆国情報庁を同省の機構と任務に統合した。

## 歴史
1788年、アメリカ合衆国憲法の制定により、合衆国大統領に外交の権限が付与された。1789年7月21日、合衆国上下両院は外務省（Department of Foreign Affairs）の設立法案を可決。ジョージ・ワシントン大統領は7月27日これに署名し成立、外務省が新憲法下における初の連邦機関となった。同年9月、追加立法により省名を国務省（Department of State）に変更し、様々な内政の任務を割り当てた。合衆国造幣局の運営、合衆国国璽の管理、統計調査などである。これらの内政任務の大半はその後、19世紀に設立された他の省庁に引き継がれ、外交に関する任務だけが残余した。現在では他国における外務省と殆んど変わらないが、外交のみならず通商や国家行事なども担当することがあり、通常の外務省よりもその管掌範囲は広い。また、国務省の長である国務長官はアメリカ合衆国政府の首席閣僚であり、大統領継承順位では、副大統領・下院議長・上院仮議長に次ぐ継承権を持つ。 

### トランプ政権下の状況
ドナルド・トランプ政権下の国務省では人事が停滞した。2019年の段階では、上院の承認が必要な131のポストのうち、中東や東アジアの外交担当を含む86のポストについては候補の指名すらしていない。国務省職員の間では、レイオフの可能性についての批判や組織の方向性に批判が出始めた為、2019年月8日、ジョン・J・サリバン副長官が職員との対話を行い、職員の間に広がる懸念の払拭を行った。

## 所属機関

### 国務長官
国務長官は国務省の長であり、アメリカ合衆国大統領に直属し、助言する内閣の一員である。長官は部署全体と職員を組織し、管理する。

#### 職員
オバマ政権下において、国務省の7万5547人の職員のうち1万3855人が外交局職員であり、4万9734人が主に海外で勤務する現地採用職員であり、1万171人が主に国内で勤務する公務員であることが国務省のウェブサイトに掲載された。
- アメリカ合衆国国務副長官　副長官は（補佐官（英語版）や事務局長室（英語版）、管理担当次官とともに）部署の総括管理において長官を補佐する。副長官の下には複数の部署の他に6人の次官と参事官がいる。
  - 補佐官
  - 参事官　参事官は次官と同格で、長官と副長官の特別顧問であり、外交政策の主要な問題に関する相談役である。参事官は外交政策の問題に関して適切な部署に指示を出し、特別な国際交渉や会議を行い、時折長官の指示に従って特務を引き受ける。
  - 情報調査局（英語版）
  - 立法問題局（英語版）
  - 事務局長室（英語版）
  - 公民権課
  - 海外援助課
  - 世界女性課題課（英語版）
  - 儀典長課（英語版）
  - サイバー問題調整課
  - 法律顧問課
  - オンブズマン課
  - シリア戦闘担当事務局長特別代表課
  - 人質問題担当大統領特使課
  - 政策企画本部
  - アフガニスタン調停担当特別代表
  - イラン担当特別代表
  - ベネズエラ担当特別代表
  - 対ISISグローバル連合
  - イスラエル・パレスチナ担当合衆国安全調整官
  - 地球規模エイズ調整官・保健外交課（英語版）　地球規模のエイズに対応する大統領の主要な対策本部である。地球規模エイズ調整官は長官直属となっている。
  - 政治担当国務次官　国務省で第4位の職員である。長官と2人の副長官がいないときは長官代理になる。次官は各局の責任を負い、各局では次官補が代表となり、世界中でアメリカの外交を調整する。
    - アフリカ局
    - 東アジア・太平洋局
    - ヨーロッパ・ユーラシア局
    - 国際機構局（英語版）
    - 近東局
    - 南・中央アジア局
    - 西半球局

  - 管理担当国務次官（英語版）[7]　国務省の予算や物理的資産、人事の分配と使用について、長官と副長官の主要な顧問である。次官は各局の責任を負い、各局では次官補が代表となり、国務省の日々の管理について計画し、制度改革や最新化について提案する。
    - 管理局（英語版）
    - 予算計画局（英語版）
    - 領事事務局（英語版）
      - 児童問題課（英語版）

    - 外交保安局（DS）
      - アメリカ合衆国外交保安部（英語版）（DSS）

    - 在外使節課（英語版）
    - 世界人材管理局（英語版）・アメリカ合衆国外務局（英語版）
    - 情報資源管理局（英語版）
    - 医療サービス局[8][9]
    - 海外建築物管理局（英語版）
    - 外交応接室（英語版）長
    - 外交官養成局（英語版）
    - 管理戦略・解決課

  - 経済成長・エネルギー・環境担当国務次官　国際経済政策における長官と副長官の上級経済顧問である。次官は各局の責任を負い、各局では次官補が代表となり、貿易や農業、航空産業、アメリカの経済相手国との二国間貿易関係に対応する。
    - 経済商務局（英語版）
    - エネルギー資源局（英語版）
    - 海洋・国際環境・科学局（英語版）
    - 世界提携課（英語版）
    - 科学技術顧問課（英語版）[10]
    - 経済専門長課

  - 公共外交・広報担当国務次官　以前はアメリカ合衆国広報文化交流局に割り当てられていたが、1999年の再編で国務省に取り込まれた職務を次官が行う。国務省の広報を取り扱い、世界中で合衆国のイメージをよくしようと務める部門を次官が管理する。
    - 教育文化局（英語版）
      - インターネット接続・訓練事業（英語版）

    - 広報局（英語版）
      - アメリカ合衆国国務省報道官（英語版）
      - 歴史課（英語版）
      - 国立アメリカ外交博物館（英語版）

    - 国際情報計画局（英語版）
    - 政策・計画・資源事務課

  - 軍備管理・国際安全保障担当国務次官　次官は軍事援助において国務省の役割を調整する。また、1996年の再編から、以前は軍備管理軍縮局（英語版）が独立して行っていた職務を次官が監督する。
    - 国際安全保障・核不拡散局（英語版）
    - 政治軍事局（英語版）
    - 軍備管理・検証・遵守局（英語版）

  - 民間人安全保障・民主主義・人権担当国務次官（英語版）　民間人の安全に対する脅威を阻止し、脅威に対抗する国務省の取り組みを次官が行い、統治や民主主義、人権に関する問題について長官に助言する。
    - 紛争・安定化司令局（英語版）
      - 再建安定調整課（英語版）

    - 反テロリズム局（英語版）
    - 民主主義・人権・労働局（英語版）
    - 国際麻薬・法執行局
    - 人口・難民・移民局（英語版）
    - 世界刑事司法課（英語版）
    - 世界青年問題課
    - 人身売買監視対策課（英語版）
    - グローバル・エンゲージメント・センター（英語版）[11]

#### その他の機関
1996年の再編から、国務省はアメリカ合衆国国際開発庁（USAID）の管理者である。国際開発庁は独立機関を指導し、長官直属となっている。アメリカ合衆国国際連合大使も同様である。

#### 欠員
2018年11月時点で、41カ国の大使の職に任命された人物が上院により承認されず、さらに（サウジアラビアやトルコ、メキシコ、パキスタン、エジプト、ヨルダン、南アフリカ、シンガポールを含む）18カ国の大使が任命されていなかった。2019年11月には、世界中のアメリカ合衆国大使館のうち、日本やロシア、カナダを含む4分の1は大使が不在だった。